# Maria José Marques da Silva

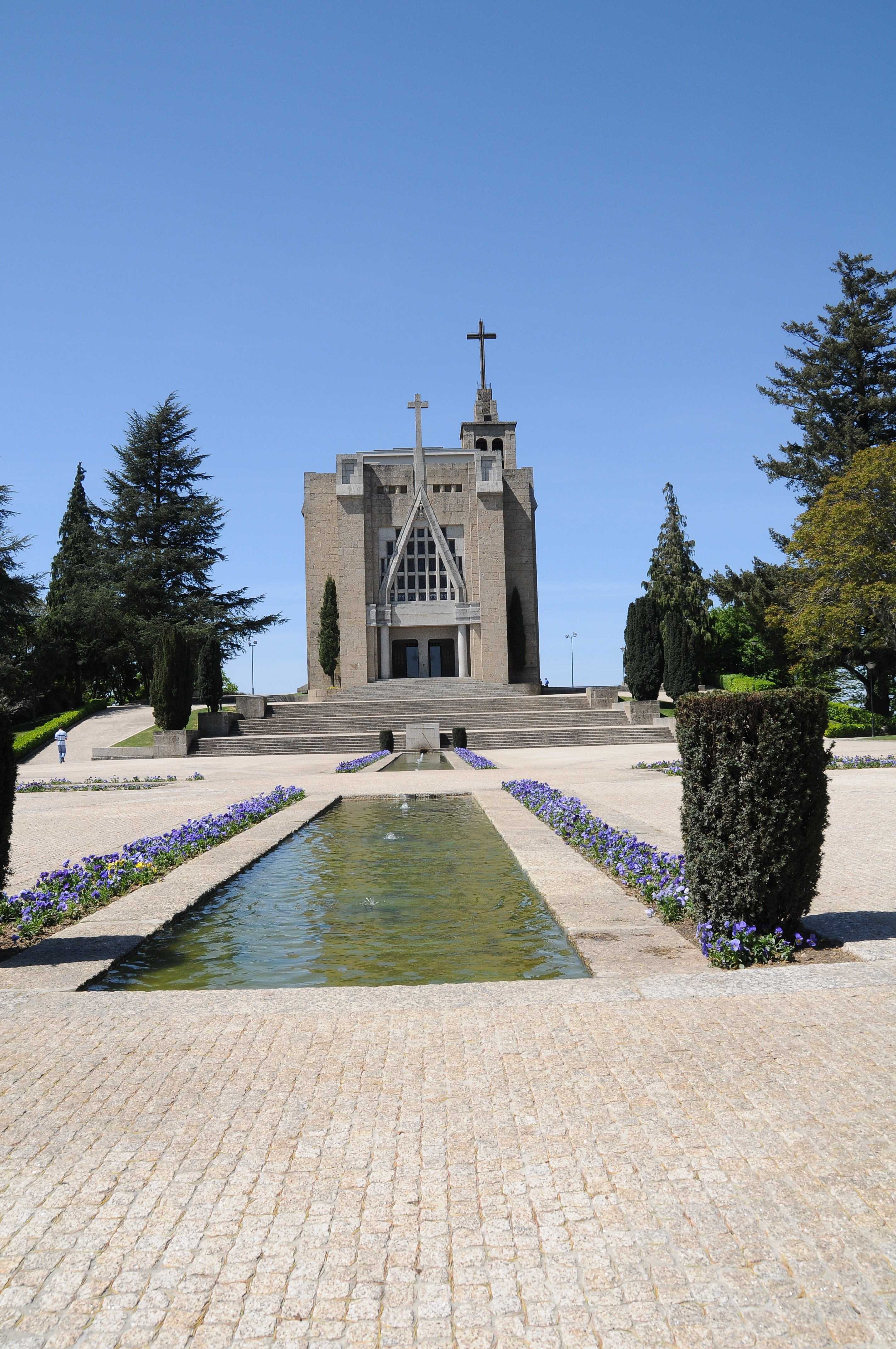
El santuari de Penha, en Guimarães

Maria José Marques da Silva (Porto, 1914–Ibidem, 1996) va ser una arquitecta portuguesa que va dissenyar edificis a Porto. El 1943 es va convertir en la primera dona llicenciada en arquitectura per l'Escola de Belles arts de Porto.

## Biografia
Maria José va començar a treballar en l'oficina del seu pare, José Marques da Silva. El 1943 va contreure matrimoni amb el també arquitecte David Moreira da Silva. Junts van obrir la seva pròpia oficina; dissenyaren edificis i participaren en la planificació urbanística de la ciutat mentre completaven treballs iniciats per Marques da Silva. Els seus principals dissenys inclouen el Palácio do Comércio (1946), el Trabalho e Reforma (1953) i la Torre Miradouro (1969), tots a Porto. També van dur a terme diversos projectes per a l'Església com la conclusió del santuari de Penha a l'església de Sant Torcuat a Guimarães.
En els anys 70 la parella va passar a dedicar-se a l'agricultura, però Maria José Marques da Silva va continuar participant en l'administració de l'Associació d'Arquitectes portuguesos: n'organitzà el 40é Congrés el 1986. Al final de la seva vida, va treballar pel llegat del seu pare. En les seves últimes voluntats va llegar fons per constituir l'Institut José Marques da Silva a la Universitat de Porto.